# Mathew Quinn
Mathew Quinn (* 17. April 1976 in Harare) ist ein südafrikanischer Leichtathlet, dessen Spezialdisziplin der Sprint ist.

## Sportliche Erfolge
Quinn nahm an den Olympischen Spielen 2000 in Sydney teil.
Gemeinsam mit Morne Nagel, Corné du Plessis und Lee-Roy Newton belegte er in der 4-mal-100-Meter-Staffel im Finale bei den Weltmeisterschaften 2001 in Edmonton den zweiten Rang hinter dem US-amerikanischen Quartett. Die Südafrikaner verbesserten dabei den Landesrekord auf 38,47 s.
Aufgrund der nachträglichen Disqualifikation des US-Amerikaners Tim Montgomery wegen eines Dopingvergehens wurde der südafrikanischen Staffel 2005 die Goldmedaille zugesprochen.
Bei der Sommer-Universiade 1999 gewann Quinn die Bronzemedaille im 100-Meter-Lauf.

## Bestzeiten
- 100-Meter-Lauf – 10,08 s (1999)
- 200-Meter-Lauf – 20,93 s (1999)